# 村上雅樹
村上 雅樹（むらかみ まさき、1976年 - ）は、日本の編集技師である。広島県出身。日本映画学校（現・日本映画大学）卒業。

## 主な作品

### 映画
- 映画『不滅の男 エンケン対日本武道館』（遠藤賢司監督/2005年）
- 『マリッジリング』（七里圭監督/2007年）
- 『スキトモ』（三原光尋監督/2007年）
- 『歌謡曲だよ、人生は　第八話「乙女のワルツ」』（宮島竜治監督/2007年）
- 『カフェ代官山Ⅱ　夢の続き』（武正晴監督/2008年）
- 『カフェ・ソウル』（武正晴監督/2009年）
- 『さよならドミノ』Mary's short movie（呉美保監督/2009年）
- 『こまどり姉妹がやってくる ヤァ！ヤァ！ヤァ！』（片岡英子監督/2009年）
- 『蘇りの血』（豊田利晃監督/2009年）
- 『サビ男サビ女くれえむないと!』（呉美保監督/2011年）
- 『KG カラテガール』（木村好克監督/2011年）
- 『七つまでは神のうち』（三宅隆太監督/2011年）
- 『ギャルバサラ -戦国時代は圏外です-』（佐藤太監督/2011年）
- 『I'M FLASH!』（豊田利晃監督/2012年）
- 『ユダ』（大富いずみ監督/2013年）
- 『DOCUMENTARY of AKB48 No flower without rain 少女たちは涙の後に何を見る?』（高橋栄樹監督/2013年）
- 『旅立ちの島唄〜十五の春〜』（吉田康弘監督/2013年）
- 『バイロケーション 表 / 裏』（安里麻里監督/2014年）
- 『クローズEXPLODE 』（豊田利晃監督/2014年）
- 『劇場版 零 ゼロ』（安里麻里監督/2014年）
- 『忘れないと誓ったぼくがいた』（堀江慶監督/2015年）
- 『劇場版びったれ!!!』（金田敬監督/2015年）
- 『ヒーローマニア-生活-』（豊島圭介監督/2016年）
- 『お父さんと伊藤さん』（タナダユキ監督/2016年）
- 『バースデーカード』（吉田康弘監督/2016年）
- 『恋妻家宮本』（遊川和彦監督/2017年）
- 『氷菓』（安里麻里監督/2017年）
- 『泣き虫しょったんの奇跡』（豊田利晃監督/2018年）
- 『かぞくいろ RAILWAYS わたしたちの出発』（吉田康弘監督/2018年）
- 『未来のあたし』（豊島圭介監督/2019年）
- 『くもり ときどき 晴れ』(板橋基之監督/2019年)
- 『アンダー・ユア・ベッド』（安里麻里監督/2019年）
- 『影踏み』(篠原哲雄監督/2019年)
- 『三島由紀夫vs東大全共闘 50年目の真実』(豊島圭介監督/2020年)
- 『PLANETIST』（豊田利晃監督/2020年）
- 『破壊の日』（豊田利晃監督/2020年）
- 『世の中にたえて桜のなかりせば』(三宅伸行監督/2022年)
- 『妖怪シェアハウス-白馬の王子様じゃないん怪-』(豊島圭介監督/2022年)
- 『高野豆腐店の春』(三原光尋監督/2023年)
- 『おしょりん』(児玉宣久監督/2023年)
- 『笑いのカイブツ』（滝本憲吾監督/2024年）
- 『#真相をお話しします』(豊島圭介監督/2025年)

### テレビドラマ
- 『トミカヒーロー レスキューフォース』（2008年/テレビ愛知）
- 『執事喫茶にお帰りなさいませ』（2009年/毎日放送）
- 『ザ・ノンフィクション「誰も知らない京都物語・祇園祭に捧げる家族の絆」』（2009年/フジテレビ）
- 『小栗旬×映画「シュアリー・サムデイ」小栗旬という名の"人たらし"』（2010年/フジテレビ）
- 『マジすか学園』（2010年/テレビ東京）
- 『マジすか学園2』（2011年/テレビ東京）
- 『マジすか学園3』第11話（2012年/テレビ東京）
- 『DOCUMENTARY of AKB48　AKB48＋1 』（小西梓美監督/2012年/NHK）
- 『豚の音がえし〜BEGINが結ぶ沖縄とハワイの絆〜』（中江裕司監督/2012年/NHK）
- 『殺しの女王蜂』（豊島圭介監督他/2013年/テレビ東京）
- 『埋もれる』（吉田康弘監督/2014年/WOWOW）
- 『NO FICTION』※ドキュメンタリーパート（タナダユキ監督/2014年/WOWOW）
- 『びったれ!!!』（吉田康弘監督/2015年/tvk）
- 『煙霞〜Gold Rush〜』（小林聖太郎監督/2015年/WOWOW）
- 『徳山大五郎を誰が殺したか?』（豊島圭介監督他/2016年/テレビ東京）
- 『東京女子図鑑』（タナダユキ監督/2016年/Amazonプライム・ビデオ）
- 『プラージュ』（吉田康弘監督/2017年/WOWOW）
- 『ポイズンドーター・ホーリーマザー』（吉田康弘監督・滝本憲吾監督/2019年/WOWOW）
- 『ラッパーに噛まれたらラッパーになるドラマ』（豊島圭介監督/2019年/テレビ朝日）
- 『パレートの誤算 ケースワーカー殺人事件』(小林聖太郎監督/2020年/WOWOW)
- 『妖怪シェアハウス』（豊島圭介監督・山本大輔監督/2020年/テレビ朝日）
- 『書けないッ!?〜脚本家 吉丸圭佑の筋書きのない生活〜』（豊島圭介監督・Yuki Saito監督/2021年/テレビ朝日）
- 『ただ離婚してないだけ』(安里麻里監督/2021年/テレビ東京)
- 『恋せぬふたり』(2022年/NHK)
- 『妖怪シェアハウス-帰ってきたん怪-』(豊島圭介監督・山本大輔監督/2022年/テレビ朝日)
- 『無言館』(劇団ひとり監督/2022年/日本テレビ)
- 『おもかげ』(小林聖太郎監督/2023年/NHK)
- 『友情〜平尾誠二と山中伸弥「最後の一年」〜』(藤田明二監督/2023年/テレビ朝日)
- 『黄金の刻〜服部金太郎物語〜』(豊島圭介監督/2024年/テレビ朝日)
- 『パーセント』(2024年/NHK)

### WEBMOVIE
- 『通学ダッシュ！』〜ネスレシアター on youtube〜 （木村好克監督/2013年）
- 『ニコ生はTPOを守りましょう』（真利子哲也監督/2014年/ニコニコ動画）
- 『結婚・生活』-アミノコラーゲンヨーグルト・web movie- （タナダユキ監督/2015年）
- 『Goods for you.-小さなGoodの物語-』-ジャパネットたかた・web movie-（西川美和監督/2016年）
- 『ニコレット® 父娘ダンス篇』web限定ムービー（柴田大輔監督/2016年）

### MUSICVIDEO
- DOES 『三月』 （豊田利晃監督/2007年）
- 大黒摩季 『IT'S ALL RIGHT 』 （大富いずみ監督/2010年）
- miwa 『オトシモノ』（寒竹ゆり監督/2010年）
- AKB48 『マジジョテッペンブルース』（佐藤太監督/2010年）
- OJS48 『深呼吸』（佐藤太監督/2010年）
- AKB48 『青春と気づかないまま』（佐藤太監督/2011年）
- スケバンGirls  『突っ張る理由』（佐藤太監督/2011年）
- スケバンGirls  『友よ 夜明けに待ち合わせよう』（佐藤太監督/2011年）
- AKB48 『ノエルの夜』（中野裕之監督/2011年）
- BEGIN 『春にゴンドラ』（吉田康弘監督/2013年）
- dip 『HASTY』（豊田利晃監督/2013年）
- ART-SCHOOL 『革命家は夢を観る』（豊田利晃監督/2014年）
- OLEDICKFOGGY 『いなくなったのは俺のほうだったんだ』（豊田利晃監督/2014年）
- telepopmusik 『Sound』（豊田利晃監督/2014年）
- tha BOSS 『MATCHSTICK SPIT』（豊田利晃監督/2015年）
- 乃木坂46 『不等号』（池田千尋監督/2016年）
- SPYAIR『Be with』（山戸結希監督/2017年）
- 卍LINE『Soul Ship』（豊田利晃監督/2017年）
- d-iZe『線香花火』（柴田大輔監督/2017年）
- イトヲカシ『アイオライト』（安里麻里監督/2017年）
- OLEDICKFOGGY 『ビューティフルデイズ』（豊田利晃監督/2025年）

### DVD
- 斎藤工のプライベートジャーニー（西安編・体験編・敦煌編）（小林聖太郎監督/2007年）
- 斎藤工のプライベートジャーニー（バンコク編・スコータイ編・チェンマイ編）（三原光尋監督/2008年）
- 桐山漣のプライベートジャーニー（ホーチミン編・メコン川編・フエ編）（三原光尋監督/2009年）
- 武田梨奈 AngelRina -アンジェリーナ-（若林雄介監督/2011年）

### 助手作品
- 『あしたはきっと…』（三原光尋監督/2001年）
- 『ウォーターボーイズ』（矢口史靖監督/2001年）
- 『富江 re-birth』（清水崇監督/2001年）
- 『害虫』（塩田明彦監督/2002年）
- 『阿弥陀堂だより』（小泉堯史監督/2002年）
- 『トリック劇場版』（堤幸彦監督/2002年）
- 『ピカ☆ンチ LIFE IS HARDだけどHAPPY』（堤幸彦監督/2002年）
- 『魔界転生』（平山秀幸監督/2003年）
- 『2LDK』(堤幸彦監督/2003年)
- 『精霊流し』(田中光敏監督/2003年)
- 『ガキンチョ★ROCK』（前田哲監督/2004年）
- 『村の写真集』（三原光尋監督/2004年）
- 『スウィングガールズ』（矢口史靖監督/2004年）
- 『ザ・ゴールデン・カップス ワンモアタイム』（サン・マー・メン監督/2004年）
- 『ホールドアップダウン』(SABU監督/2005年)
- 『県庁の星』(西谷弘監督/2006年)
- 『7月24日通りのクリスマス』(村上正典監督/2006年)
- 『アジアンタムブルー』(藤田明二監督/2006年)
- 『天使』(宮坂まゆみ監督/2006年)
- 『THE 有頂天ホテル』(三谷幸喜監督/2006年)
- 『ラストラブ』(藤田明二監督/2007年)
- 『銀色のシーズン』(羽住英一郎監督/2008年)

## 受賞歴
- 2018年 日本映画テレビ編集協会 第25回JSE賞『泣き虫しょったんの奇跡』

- 2018年 日本映画テレビ技術協会 第72回映像技術賞『泣き虫しょったんの奇跡』